# Championnat d'Irak de football 1982-1983
Navigation
Saison précédente Saison suivante
La saison 1982-1983 du Championnat d'Irak de football est la neuvième édition de la première division en Irak, l' Iraqi Premier League. Elle regroupe, sous forme d'une poule unique, les douze meilleures équipes du pays qui se rencontrent une seule fois. En fin de saison, il n'y a pas de relégation et le meilleur club de Second League est promu.
C'est le club de Salahaddin FC qui remporte le championnat cette saison après avoir terminé en tête du classement final, avec un seul point d'avance sur Talaba SC et cinq sur Al Tayaran Bagdad. C'est le tout premier titre de champion d'Irak de l'histoire du club.

## Les clubs participants
| - Al Tayaran Bagdad - Al Sina'a Bagdad - Al Shorta Bagdad - Al-Zawra'a SC - Talaba SC - Tijara FC | - Al Shabab Bagdad - Mossoul FC - Promu de D2 - Al Mina'a Bassora - Al-Amana Bagdad - Al Jaish Bagdad - Salahaddin FC |

## Compétition
Le barème de points servant à établir les classements se décompose ainsi :
- Victoire : 2 points
- Match nul : 1 point
- Défaite : 0 point

### Classement
| Rang | Équipe            | Pts | J  | G  | N  | P  | Bp | Bc | Diff |
| ---- | ----------------- | --- | -- | -- | -- | -- | -- | -- | ---- |
| 1    | Salahaddin FC     | 34  | 22 | 12 | 10 | 0  | 24 | 6  | +18  |
| 2    | Talaba SCT        | 33  | 22 | 15 | 3  | 4  | 43 | 21 | +22  |
| 3    | Al Tayaran Bagdad | 29  | 22 | 11 | 7  | 4  | 26 | 16 | +10  |
| 4    | Al Sina'a Bagdad  | 25  | 22 | 9  | 7  | 6  | 26 | 16 | +10  |
| 5    | Al Jaish BagdadC  | 24  | 22 | 8  | 8  | 6  | 20 | 17 | +3   |
| 6    | Al Shorta Bagdad  | 23  | 22 | 7  | 9  | 6  | 19 | 20 | -1   |
| 7    | Al-Zawra'a SC     | 20  | 22 | 5  | 10 | 7  | 23 | 24 | -1   |
| 8    | Al Shabab Bagdad  | 19  | 22 | 7  | 5  | 10 | 17 | 25 | -8   |
| 9    | Mossoul FCP       | 18  | 22 | 5  | 8  | 9  | 17 | 29 | -12  |
| 10   | Al-Amana Bagdad   | 17  | 22 | 6  | 5  | 11 | 21 | 28 | -7   |
| 11   | Al Mina'a Bassora | 12  | 22 | 3  | 6  | 13 | 18 | 32 | -14  |
| 12   | Tijara FC         | 10  | 22 | 3  | 4  | 15 | 15 | 35 | -20  |

|  | Champion d'Irak 1983                                                 |
|  | T : Tenant du titre C : Vainqueur de la Coupe d'Irak P : Promu de D2 |

## Bilan de la saison
| Championnat d'Irak de football 1982-1983 |                           |
| Champion                                 | Salahaddin FC (1er titre) |
| Coupes et trophées                       |                           |
| Vainqueur de la Coupe d'Irak 1982-1983   | Al Jaish Bagdad           |
| Promotions et relégations                |                           |
| Promus en Iraqi Premier League           | Wahid Huzairan            |
| Relégués en Iraqi Second League          | Aucun                     |